# Freiheit (1966)
Freiheit ist der zweite Kurzfilm des Drehbuchautors, Produzenten und Regisseurs George Lucas und wurde während seiner Studentenzeit im Jahr 1965 auf der University of Southern California produziert. In Freiheit dramatisiert Lucas den Freiheitskampf des Einzelnen und weist damit auf die Trennung Deutschlands in Ost- und Westdeutschland hin.
Der Film hat eine Spielzeit von drei Minuten, ist mit zwei Schauspielern besetzt und wurde vor dem Hintergrund einer einfachen Wiese gedreht. Durch die monochromen Blautonbilder versucht Lucas dem Zuschauer die Atmosphäre einer albtraumartigen Landschaft zu transportieren.

## Handlung
Freiheit beginnt mit der Darstellung eines Wachturms, so wie sie in regelmäßigen Abständen an der Berliner Mauer aufgestellt waren. Ein junger Mann mit weißen Socken, kurzen Ärmeln und Krawatte versucht, in panischer Angst vor nicht sichtbaren Verfolgern, in einen Wald zu entkommen.
Die beharrliche Stimmung von zwitschernden Vögeln wird allmählich durch Lärm eines Maschinengewehrs übertönt, bis der junge Mann von diesem erschossen wird. Nun folgt ein Off-camera-Dialog:
„Es lohnt sich auf jeden Fall, für die Freiheit zu sterben. Sie ist das Einzige, für das sich es zu sterben lohnt.“
„Natürlich lohnt es sich, für die Freiheit zu sterben. Denn ohne Freiheit sind wir tot.“